# Schendyla walachica
Schendyla walachica är en mångfotingart som beskrevs av Karl Wilhelm Verhoeff 1900. Schendyla walachica ingår i släktet Schendyla och familjen småjordkrypare.
Artens utbredningsområde är:
- Bulgarien.
- Grekland.
- Moldavien.

Inga underarter finns listade i Catalogue of Life.